# ثورة سلمية

لوحة التاريخ الرومانسي (1830). يحيي ذكرى الثورة الفرنسية عام 1830، والمعروفة أيضًا بثورة يوليو.

ثورة سلمية أو ثورة ناعمة هو مصطلح برز في مطلع التسعينيات، عندما استطاع المجتمع المدني في أوروبا الشرقية والوسطى من تنظيم اعتصامات سلمية للإطاحة بالأنظمة الشمولية.
وسميت بالمخملية لعدم تلوثها بالدم واستخدام العنف، مما دعمت هذه التحركات مفهوم المجتمع المدني ووضحت أهميته في رسم السياسات الخارجية والداخلية لهذه الشعوب، دون حصرها في إطار حكومي حتى أصبح دور المجتمع المدني كبيرا في مقاومة الاستبداد والطغيان من خلال الفعاليات السلمية.

## ثورات سلمية

### الربيع العربي
- الثورة التونسية
- ثورة 25 يناير
- الثورة السودانية

### أوروبا
- ثورة الخامس من أكتوبر
- ثورة الزهور
- الثورة المخملية

### آسيا
- ثورة الليمون